# Hippobromus
Hippobromus es un género con tres especies de plantas de flores perteneciente a la familia Sapindaceae. 

## Especies seleccionadas
- Hippobromus alatus
- Hippobromus apetalus
- Hippobromus pauciflorus